# Воронежский автобус
Воронежский автобус — система автобусного пассажирского городского транспорта в городе Воронеже.

## История
До конца 1990-х годов в городе было не более 70 маршрутов автобусов, обслуживаемых 5 муниципальными ПАТП. Автопарк состоял из автобусов Ikarus-260, ЛиАЗ-677. Наиболее загруженные маршруты обслуживались автобусами Ikarus-280.
Помимо регулярных маршрутов, существовали маршруты-экспрессы, дублирующие регулярные маршруты, но при этом имеющие меньшее число остановок.
В 2024 году частные перевозчики занялись обновлением своего подвижного состава. В апреле новую технику получил перевозчик ИП Очнев А. В. для работы на маршруте №80. В октябре на маршрут №90 вышли 13 новых автобусов приобретённые ООО ТК «Автолайн+». В ноябре на маршрут №74 который обслуживает ИП Мамаева С. А. вышли новые автобусы среднего класса (ранее там работали автобусы малого класса). Компания ООО АТП-1, приобрела в 2024 году 123 единицы новой техники.

## Стоимость проезда по годам
До 2012 года в общественном транспорте Воронежа был проезд, стоимость которого зависела от того, в каком классе автобуса вы едете (большой или малый)
В 2004 году проезд в общественном транспорте стоил всего 4 рубля в автобусах и 4,50 в «ГАЗелях».
В 2005 году стоимость проезда выросла до 5 рублей в автобусах и до 6 — в «ГАЗелях».
В 2006 году стоимость проезда составила 6 и 7 рублей соответственно. В 2007 году эта цифра осталась неизменной.
В 2008 и 2009 году стоимость была одинаковой и составляла 7 рублей в автобусах и 8 рублей в «ГАЗелях».
В 2010 году стоимость и в малых автобусах, и в автобусах большого класса выросла ещё на один рубль (8 и 9 рублей соответственно).
В 2011 году цена проезда также выросла на 1 рубль (9 и 10 рублей соответственно)
В 2012 году стоимость проезда в автобусах и «ГАЗелях» сравнялась и достигла отметки в 11 рублей. Такая же цена сохранилась и на 2013.
В 2014 году стоимость проезда выросла до 12 рублей.
В 2015 году изменение цены за проезд составило 3 рубля. В ночное время стоимость проезда составила и вовсе 20 рублей.
В 2017 году проезд вырос до 17 руб. И это — только дневной тариф, вечером и ночью (с 22.00 до 6.00) поездка в автобусе обходилась уже в 25 руб.
Областные власти ожидаемо подняли стоимость проезда до 23 рублей при оплате наличными и 21 рубля при оплате картой в 2019 году.
В конце 2022 года стоимость проезда в воронежском общественном транспорте увеличилась до 28 рублей при оплате наличными и 26 рублей при оплате картой.
В 2023 году  в автобусах и троллейбусах, при оплате картой платежной системы «Мир» со смартфона, можно было оплатить со скидкой 7 рублей. Карту предварительно необходимо загрузить в смартфон с функцией NFC на базе Android через один из мобильных платежных сервисов – Mir Pay или Samsung Pay. Предложение действовало в течение четырех месяцев – с 1 марта до 30 июня 2023 года. Скидка не распространялась на пластиковые карты.
20 июля 2024 года стоимость за одну поездку в воронежском общественном транспорте возросла до 33 рублей при оплате наличными и 31 рубля при оплате картой.
С августа 2025 года стоимость проезда в Воронеже составляет 40 рублей наличными и 37 рублей при оплате картой.

## Транспортная реформа
Летом 2019 года в Воронеже началась масштабная реформа пассажирских перевозок с целью полного передела системы общественного транспорта.

### Маршрутная сеть
Новая схема предусматривает сокращение общего количества автобусных маршрутов, ликвидации дублёров, запуск новых маршрутов, увеличение класса автобусов и изменение схемы движения существующих маршрутов.
Также, изменения коснутся и нумерации маршрутов. Из номеров маршрутов исчезнут литеры: к примеру, недавно маршрут № 58В избавился от буквы, и получил обозначение № 58[значимость факта?]; нумерация городских автобусов не будет выходить за рамки сотни: как пример, недавно маршрут № 122 превратился в № 22[значимость факта?].

### Выделенные полосы, BRT и умные остановки
В рамках транспортной реформы в Воронеже в октябре 2020 года появилась первая выделенная полоса проходящая по улице Остужева и Северному мосту. По данным мэрии, внедрение выделенной полосы на Северном мосту позволило увеличить скорость передвижения на общественном транспорте на 10-15 км/ч. Также исчезло необоснованное перестроение автомобилей в потоке, что часто приводило к авариям. В 2021 году такие полосы появились на участках Вогрэсовского и Чернавского мостов, а также улице Плехановской и Московском проспекте. А в 2023 году выделенная полоса появилась и на мосту ВОГРЭСС, тем самым все 3 моста в Воронеже оснащены выделенными полосами. Кроме того, власти рассматривают концепт обеспечения приоритетного проезда и на других улицах.
Рассматривается возможность запуска системы метробуса (BRT) на Московском проспекте, второй в России. Первая подобная система в стране существует в соседнем городе Белгороде на улице Щорса.
Мэрия Воронежа планомерно вводит сеть «умных остановок», они оснащены картой-схемой маршрутов движения общественного транспорта, элементами системы «Безопасный город», освещением, электронным табло, бесплатной зоной Wi-Fi, USB-подзарядкой.

### АСКОП
В начале 2021 года городские власти заявили о скором внедрении Автоматизированной Системы Контроля Оплаты Проезда.
Подготовленный проект включает в себя операции с наличными и безналичными денежными средствами, учёт льготных категорий пассажиров, а также возможность использования транспортных карт (как пример — «Тройка» в Москве или «Подорожник» в Санкт-Петербурге). К началу сентября 2021 года валидаторами в тестовом режиме было оборудовано всего 2 линейных автобуса — они курсировали на маршрутах 9ка и 9кс. К настоящему времени (2025 год) терминалами безналичной оплаты проезда оборудованы все городские автобусы Воронежа.

### Транспорт

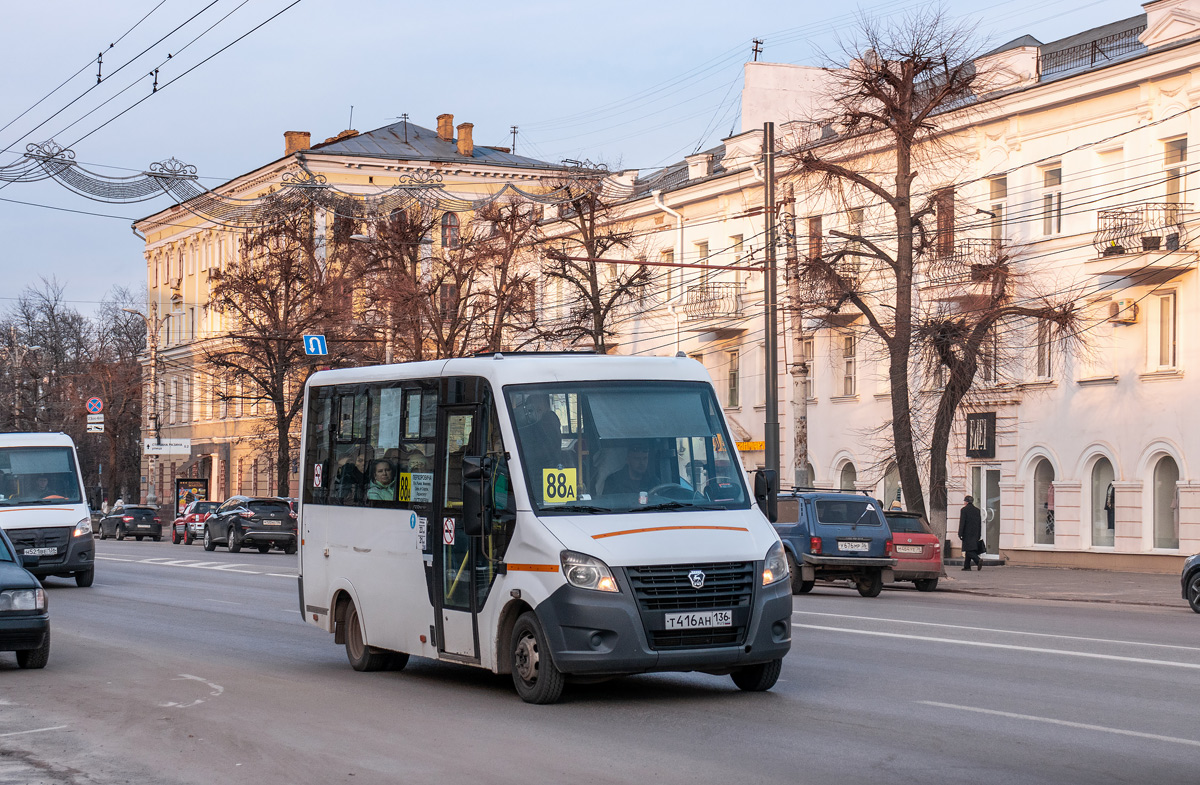
ГАЗ-A64R42 Next на маршруте № 88а

В рамках нацпроекта «БКАД» в 2020—2021 гг. город Воронеж получил в общей сумме 140 низкопольных автобусов большой вместимости: 120 единиц автобусов ЛиАЗ-5292.67 и 30 единиц автобусов Volgabus-5270.G2. 
В начале осени 2021 года на все автобусы города начали наносить пятизначные бортовые номера формата 01234: где 01 обозначает перевозчика, 2 — класс транспортного средства, 34 — его порядковый номер.

## Проект «Народный маршрут»

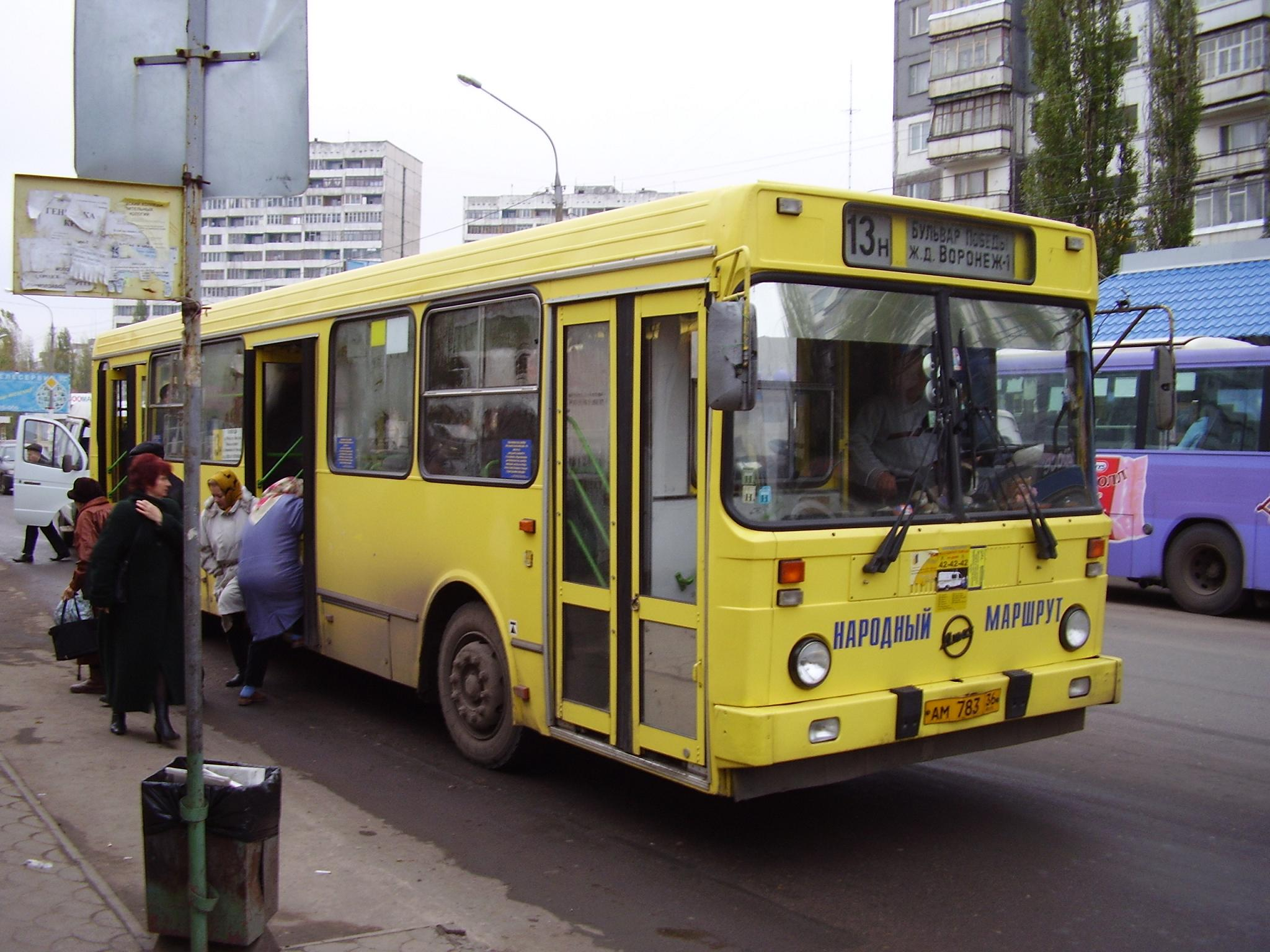
Один из представителей Воронежского «Народного маршрута», ЛиАЗ-5256.30 на маршруте № 13Н.

С 2003 года по 18 ноября 2016 года в Воронеже существовал проект «Народный маршрут». Помимо маршрутов, обслуживаемых маршрутными такси и автобусами большой вместимости, маршруты, обслуживаемые «народными автобусами» — их можно легко отличить по наличию буквы Н в номере маршрута (например «22н» — «народный» маршрут, в отличие от «22в», обслуживаемого коммерческими предприятиями). Плата за проезд по этим маршрутам не взималась. Маршруты обслуживались автобусами АО «ВПАТП № 3» марок ЛиАЗ-5256.30 жёлтого цвета и НефАЗ-5299, взятыми в 2014 году в лизинг.
Перевозки осуществлялись за счет средств областного бюджета. Первоначально эти маршруты создавались для поддержки пенсионеров и льготных групп населения. Однако, бесплатность маршрутов привела к тому, что ими стали пользоваться практически все категории граждан. В силу этого, целесообразность существования «народного» маршрута не раз подвергалась сомнению, высказывались предложения по введению системы именных проездных для льготных категорий граждан. В итоге в ноябре 2016 года данный проект прекратил свою работу. 
Время работы с 8:30 до 17:30 по рабочим дням, интервал движения — 30—60 минут, с 9:30 до 17:00 по выходным и праздничным дням, интервал движения — 1,5 часа.

## Галерея

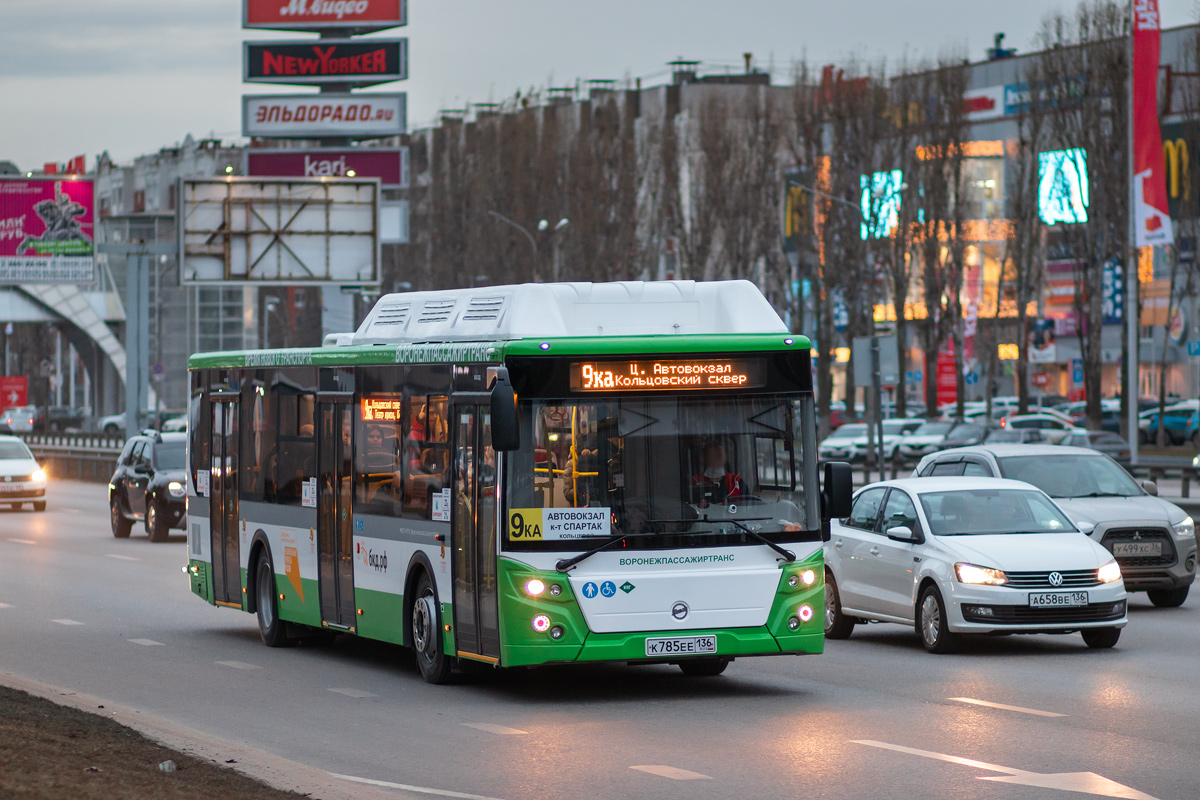
ЛиАЗ-5292.67 на маршруте №9ка
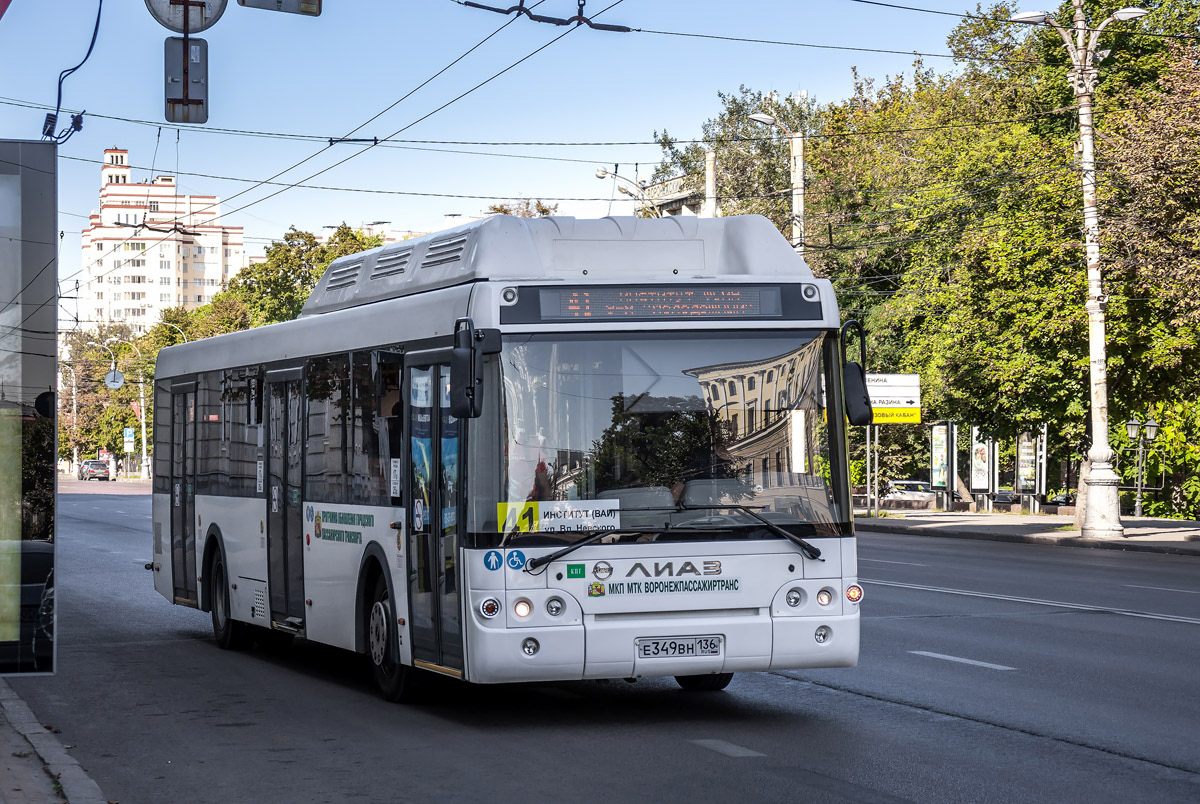
ЛиАЗ-5292.67 на маршруте №41
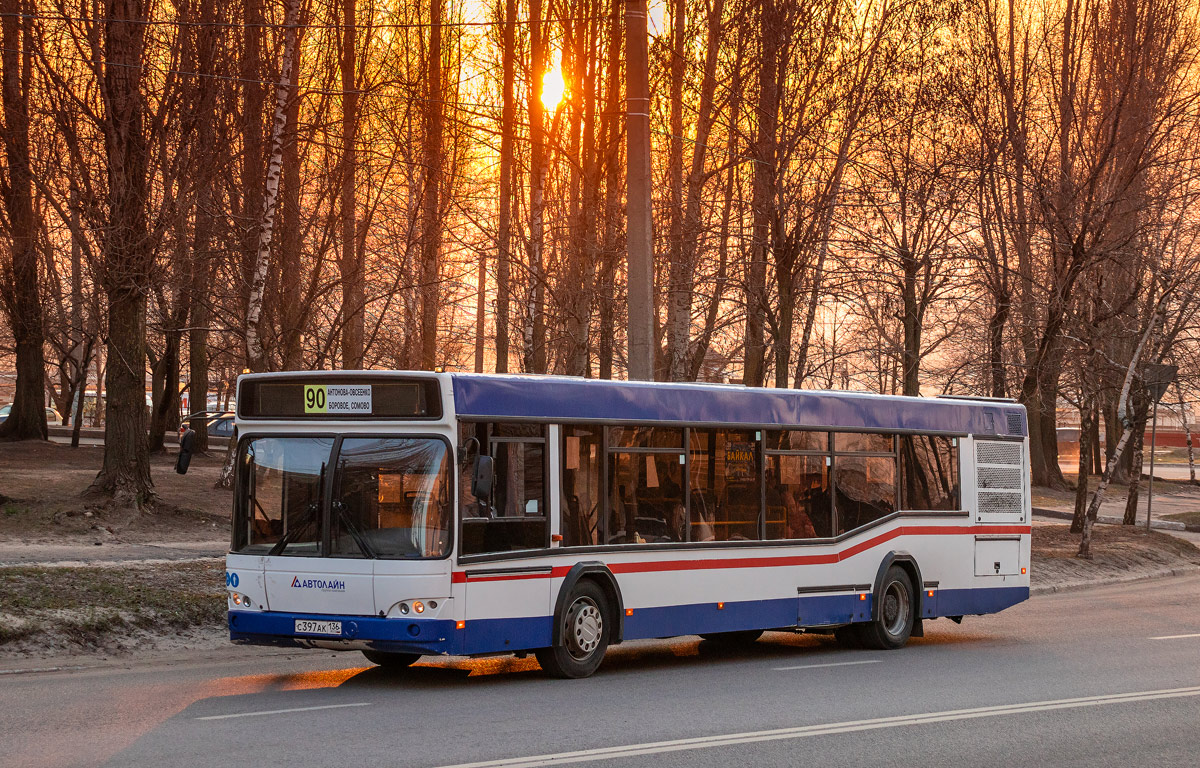
МАЗ-103.485 на маршруте №90
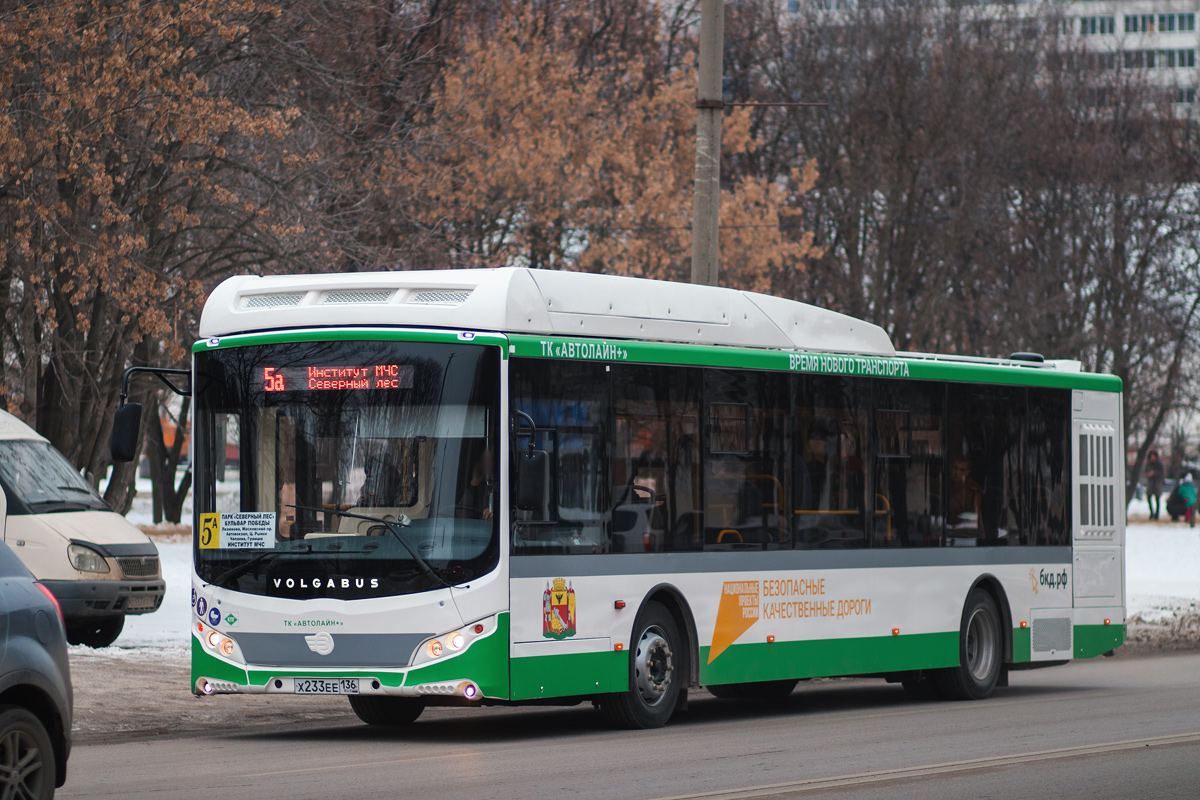
Volgabus-5270.G2 на маршруте №5А
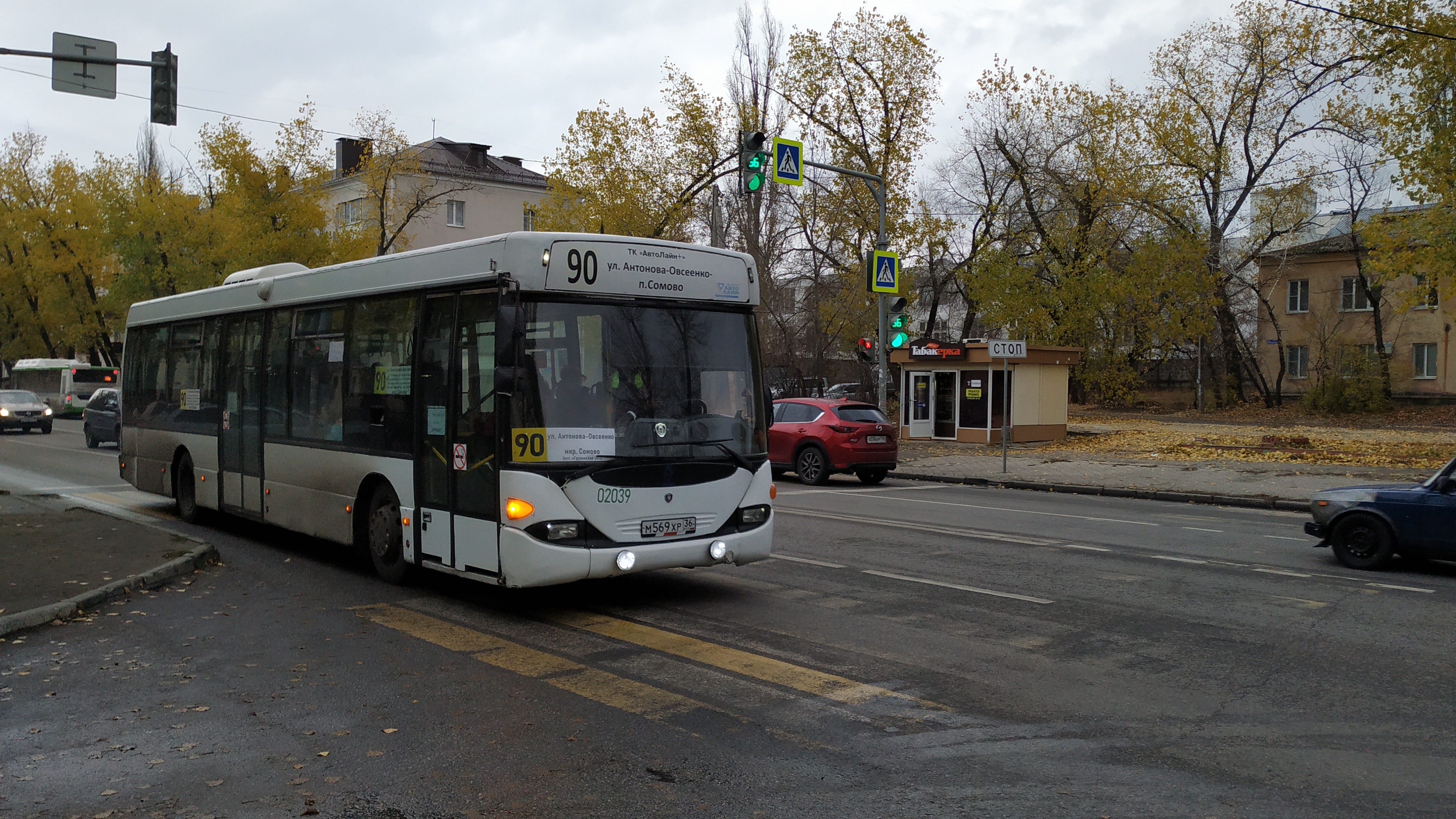
Scania OmniLink на маршруте №90